# Siempre en mi recuerdo
Siempre en mi recuerdo es una película española rodada íntegramente en la Región de Murcia dirigida por Manuel Caño y Silvio F. Balbuena en 1962. Esta protagonizada por Javier Armet, Mary Paz Pondal, Antonio Casal, Alfredo Mayo y Roberto Camardiel.
La película ha sido restaurada por la Filmoteca de Murcia recientemente. Por ser un testimonio fundamental para comprender la evolución del paisaje urbano, las festividades, las costumbres y la identidad de Murcia en la segunda mitad del siglo XX, el  Instituto de las Industrias Culturales y las Artes (ICA), publicó un libro, Siempre en mi recuerdo. Memoria y legado cinematográfico de la Región de Murcia que aborda un estudio de la película desde diversas perspectivas más allá del análisis convencional del cine.

## Sipnosis
Blanca Solís (Mary Paz Pondal), es una famosísima cantante que regresa a Murcia, su ciudad natal, para realizar un festival benéfico. En la ciudad se encuentra con Carlos, su antiguo novio, que también es cantante. 

## Reparto
- Javier Armet
- Mary Paz Pondal
- Antonio Casal
- Alfredo Mayo
- Roberto Camardiel
- Antonia Mas
- Barta Barri
- Francisco Merino
- Pilar Cansino
- Venancio Muro